# 이토비코

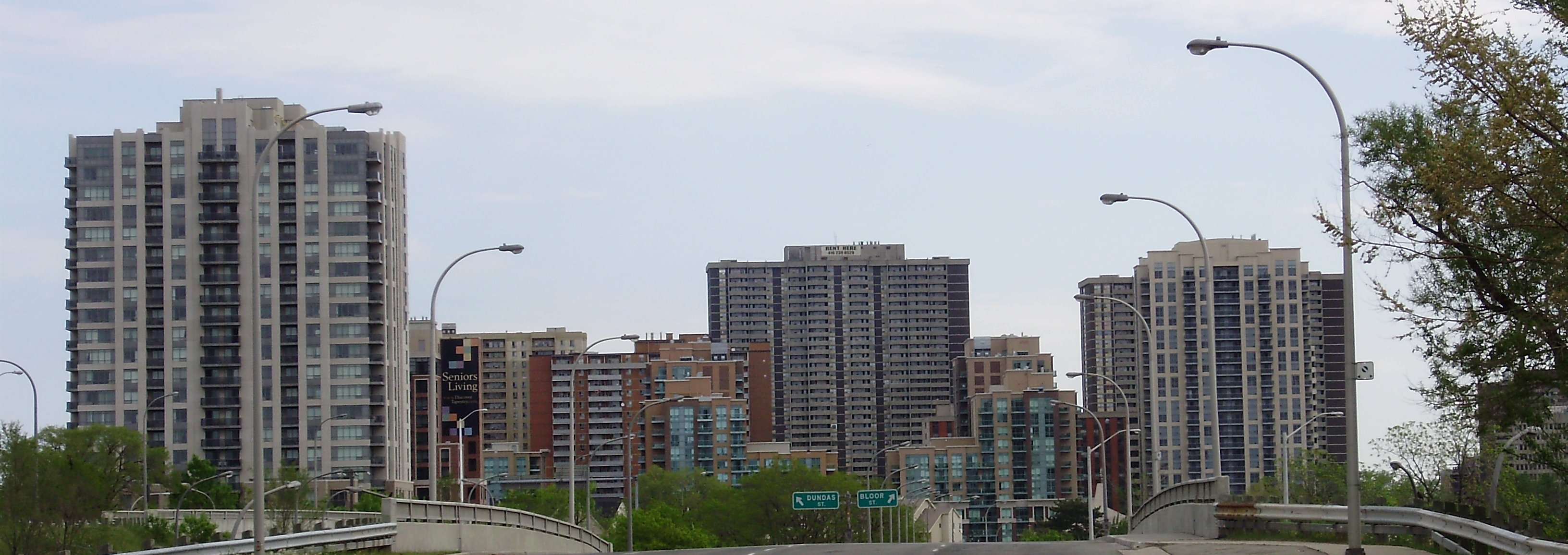
이토비코

이토비코(Etobicoke)는 캐나다 온타리오주 토론토의 서부 지역으로, 인구는 347,948명이다.